# (15616) 2000 HG10
(15616) 2000 HG10 es un asteroide perteneciente al cinturón de asteroides, descubierto el 27 de abril de 2000 por el equipo del Lincoln Near-Earth Asteroid Research desde el Laboratorio Lincoln, Socorro, Nuevo México.

## Designación y nombre
Designado provisionalmente como 2000 HG10.

## Características orbitales
2000 HG10 está situado a una distancia media del Sol de 3,177 ua, pudiendo alejarse hasta 3,649 ua y acercarse hasta 2,705 ua. Su excentricidad es 0,149 y la inclinación orbital 2,508 grados. Emplea 2068,42 días en completar una órbita alrededor del Sol.
Los próximos acercamientos a la órbita de Júpiter ocurrirán el 5 de junio de 2038, el 7 de abril de 2049 y el 27 de febrero de 2060.
Pertenece a la familia de asteroides de (24) Themis.

## Características físicas
La magnitud absoluta de 2000 HG10 es 13,48. Tiene 10,204 km de diámetro y su albedo se estima en 0,107.